# Cecilia Arboleda de Holguín
María Cecilia Arboleda de Holguín  (de soltera, Arboleda Mosquera; París, 21 de enero de 1859-Bogotá, 3 de febrero de 1924) fue una socialité francesa de ascendencia colombiana.
Arboleda se convirtió en primera dama de Colombia entre 1909 y 1910, y luego entre 1921 y 1922, por su matrimonio con el político Jorge Holguín, quien llegó a ocupar la presidencia de ese país en esos períodos.

## Biografía
María Cecilia Arboleda Mosquera nació en París, el 21 de enero de 1859, en el seno de una familia de la aristocracia colombiana. Su nacimiento coincidió con la breve estancia de sus padres y hermanos mayores en la ciudad, ya que el padre de Cecilia (quien recientemente había culminado su labor como congresista en su país) había viajado a Europa para mejorar las condiciones de su familia.
En 1860 su familia regresó a la Confederación Granadina (hoy Colombia), ya que su padre, quien era un importante líder del Partido Conservador Colombiano  y un destacado líder militar, fue llamado a la defensa del gobierno de Mariano Ospina Rodríguez, quien estaba luchando contra los rebeldes liberales liderados por el general Tomás Cipriano de Mosquera (pariente de Cecilia).
En 1861 su padre fue elegido presidente del país, pero el 12 de noviembre de 1862 fue asesinado a los 45 años por liberales que lo emboscaron cuando se dirigía a Popayán, durante la guerra civil de 1860. Muerto Arboleda, asumió el poder Mosquera. Cecilia tenía 3 años cuando quedó huérfana de su padre. Su educación la asumieron su madre viuda y sus hermanos mayores.
El 9 de agosto de 1877, cuando tenía 17 años, contrajo matrimonio con el joven literato y empresario Jorge Marcelo Holguín Mallarino, quien era mayor que ella por 11 años. La vida marital de Cecilia fue interrumpida por las escaramuzas militares de su esposo, quien se encontraba luchando contra el gobierno liberal (tal como su padre Julio lo había hecho casi 20 años antes).

### Primera dama (1909)
En mayo de 1909, su esposo fue elegido presidente interino de Colombia, tras la renuncia del titular, el general Rafael Reyes, tras varios meses de inestabilidad políticia y social en el país. Holguín estuvo en el cargo poco tiempo, ya que el Congreso ratificó como sucesor legítimo de Reyes al antiguo exvicepresidente, Ramón González Valencia.
Para evitar otra guerra civil, y muy a pesar de que los seguidores de Holguín lo respaldaban, su marido entregó pacificamente la presidencia el 4 de agosto de 1909.

### Últimos añosː Primera dama (1921-1922)
En noviembre de 1921, su marido volvió a ser elegido presidente de Colombia, en esta ocasión para terminar el período del titular Marco Fidel Suárez, quien al igual que Reyes en 1909, renunció por la crisis de su gobierno. En este caso Holguín si pudo concluir su mandato, entregando el poder el 7 de agosto de 1922.
Cecilia Arboleda de Holguín falleció en Bogotá, el 3 de febrero de 1924, días después de haber cumplido los 65 años.

## Familia
Cecilia era miembro de las familias aristocráticas más importantes del país en ese momento, pertenciendo a las familias Arboleda y Mosquera, y posteriormente por su matrimonio a los Holguín. 
Sus padres eran el político, escritor y militar colombiano Julio Arboleda y Pombo O'Donell, y la socialité estadounidense de ascendencia colombiana Sofía Mosquera Hurtado (de Arboleda). Sus hermanos eran Rafael (cuya esposa era de la misma familia del catedrático Alejandro Cheyne García), Beatriz (casada con Gabriel Vengoechea), Daniel (casado con Emilia Umaña), Gonzalo (esposo de una pariente del expresidente Mariano Ospina), Pedro Pablo, Sofía (casada con el polímata Alberto Urdaneta), Julio (de quien desciende el militar Julio Arboleda y Sanz de Santamaría) e Inés Arboleda Mosquera. Un hermanastro suyo fue el escritor y militar Henrique Arboleda Cortés. 
Su padre era hijo de Matilde Pombo O'Donnell, quien era tía del político y militar Lino de Pombo, padre a su vez del escritor Rafael Pombo, lo que convierte a Cecilia en prima lejana del escritor y poeta. 
Su madre era prima de Joaquín y Tomás Cipriano de Mosquera, ambos hermanos y presidentes de Colombia en dos períodos distintos de la historia colombiana; y del arzobispo de Bogotá Manuel José Mosquera. También era sobrina del estadista español Joaquín Mosquera Figueroa, quien también era tío de los hermanos Mosquera.

### Matrimonio
Su esposo, Jorge Holguín, fue presidente como ya se mencionó, y su cuñado -hermano de Jorge- Carlos Holguín, fue presidente también. Tanto su esposo como su cuñado eran sobrinos de otro expresidente, Manuel María Mallarino.
De su matrimonio con Holguín, Cecilia tuvo 11 hijosː Matilde, Sofía, Ricardo, Daniel, Beatriz, Helena, Rafael, Cecilia, Jorge, Alicia, Julio y Pablo.
Dos de sus descendientes son la diplomática y excanciller de Colombia María Ángela Holguín y el exalcalde de Cali, exsenador y político Carlos Holguín Sardi, ambos nietos de su cuñado Carlos Holguín.